# Демократическая партия России (фракция)
Фра́кция Демократи́ческая па́ртия Росси́и, (ДПР), в Государственной Думе России 1 созыва. Демократическая партия России создана в 1990. На выборах 1993 блок 'ДПР' набрал более 5 % голосов и прошел в Государственную думу. Политическая ориентация фракции — центризм, патриотизм, поддержка государственной собственности в экономике, территориальная целостность России. В 1995 в ДПР произошел раскол, и партия не участвовала в выборах в Госдуму. Часть участвовала в составе Конгресса русских общин и Блока Станислава Говорухина.

## Члены
- Травкин, Николай Ильич — председатель до 1995
- Богомолов, Олег Тимофеевич
- Глазьев, Сергей Юрьевич — председатель в первой половине 1995
- Говорухин, Станислав Сергеевич — председатель во второй половине 1995
- Затулин, Константин Фёдорович
- Карелин, Герман Юрьевич
- Котляр, Валентин Алексеевич
- Малкин, Евгений Борисович
- Пашенных, Феликс Семёнович
- Сулакшин, Степан Степанович
- Таланов, Виктор Львович